# The Bug
"The Bug" is een nummer van de Engelse rockband Dire Straits. Het verscheen voor het eerst op het laatste studioalbum van de band: On Every Street.
The Bug is het laatste nummer dat als single werd uitgegeven in Engeland. Andere nummers van het album werden wel als single uitgegeven, maar niet in Engeland ("You and Your Friend" werd alleen in Frankrijk en Duitsland uitgegeven en "Ticket to Heaven" alleen in Nederland).
Mark Knopfler · John Illsley
Guy Fletcher · Alan Clark · David Knopfler · Pick Withers · Hal Lindes · Terry Williams · Jack Sonni